# アークコミュニケーションズ
株式会社アークコミュニケーションズ（Arc Communications Inc.）は、Web制作、翻訳、通訳、人材派遣などビジネスコミュニケーション事業を手掛ける日本の企業。類似した名前で株式会社アーク・コミュニケーションズが存在するが、全く別の会社である。

## 概要
Web制作、翻訳、通訳、人材派遣などビジネスコミュニケーションに関する事が主な仕事である。外国語のWEBサイト制作に力を入れている。
CSRとして日本の大学を海外に紹介するサイトUNIV. IN JAPANの運営を2012年8月から行っている。

## スキーチーム
2011年8月1日にアークコミュニケーションズスキーチームが発足した。恩田祐一や堀江守弘、米谷優が所属している。